# Comté d'Orange (Vermont)
Pour les articles homonymes, voir Comté d'Orange.
Le comté d'Orange est situé dans l'est de l'État américain du Vermont. Sa ville siège du comté est Chelsea. Selon le recensement de 2020, sa population est de 29 277 habitants.

## Géographie
La superficie du comté est de 1 792 km², dont 1 783 km² en surface terrestre. Les montagnes vertes s'étendent le long de la partie nord-ouest du comté. Les terres du comté d'Orange sont généralement bonnes pour le pâturage et l'approvisionnement de nombreux bovins dont une grande quantité est envoyée chaque année sur le marché américain. Le comté contient quelques excellentes terres agricoles sur les rives du fleuve Connecticut.

## Démographie
- sources du graphique des recensements[2],[3],[4]:

## Politique fédérale
| Année | Démocrate    | Républicain |
| ----- | ------------ | ----------- |
| 2008  | 64.6% 9,799  | 33.3% 5,047 |
| 2004  | 54.8% 8,159  | 43.1% 6,421 |
| 2000  | 45,6 % 6,694 | 46.7% 6,858 |

## Comtés adjacents
- Comté de Caledonia (nord-est)
- Comté de Grafton (New Hampshire) (est)
- Comté de Windsor (sud-ouest)
- Comté d'Addison (ouest)
- Comté de Washington (nord-ouest)